# Nahjul Balaghah
Nahjul Balaghah, Nahjul al-Balaghah ou Nahj al-Balagha (em árabe: نهج البلاغة Nahj ul-Balaghah, pronúncia árabe: [nahdʒ ul bæˈlæːɣæ]; "Caminho da Eloquência") é a mais famosa coleção de sermões, cartas, tafsirs e narrações atribuídas a Ali, primo e genro de Maomé. Foi coletada por Xerife Razi, um estudioso xiita do século X. Conhecido por seu conteúdo eloquente, é considerado uma obra-prima da literatura do islamismo xiita, terceira somente ao Alcorão e narrações proféticas.

## Assuntos
Nahjul al-Balaghah compreende várias questões que abrangem os principais problemas da metafísica, teologia, fiqh, tafsir, hadith, profetologia, imanato, ética, filosofia social, história, política, administração, educação cívica, ciência, retórica, poesia e literatura. O livro reflete não apenas o espírito do início do Islã e os ensinamentos do Alcorão e do profeta islâmico Maomé, mas também serve como um guia para atravessar o futuro, à luz desses ensinamentos.

## Introdução
Nahj al Balagha é uma coleção de 241 sermões, 79 cartas e 489 enunciados. De acordo com cada nova publicação contra volumes anteriores, o número de sermões, cartas e declarações variou 238-241, 77 a 79, e 463-489, respectivamente.
O livro narra a partir de Ali em uma ampla variedade de temas, que vão desde a criação do mundo, a criação de Adão, o fim do Universo e a chegada do Imame Mádi.

## Autenticidade
.

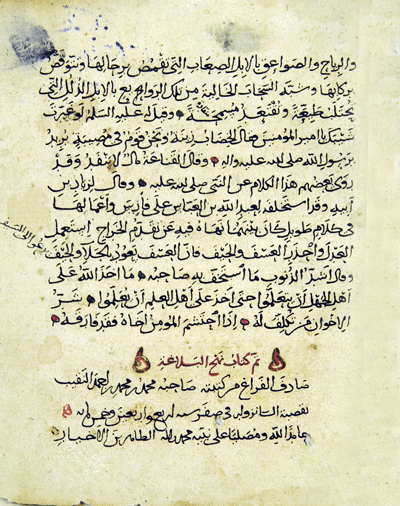
Um velho folio do Nahj
al-Balagha

Uma vez que o livro é uma obra literária destinada a demonstrar a eloquência de Ali, não reuniu todos os sermões de Ali. Em vez disso, apenas os segmentos considerados que possuem maior valor literário estão incluídos. Introduz alguns deles. Uma fonte alternativa do conteúdo do livro de Maomé Baqir al-Mahmudi representa todos discursos existentes de Ali, sermões, decretos, epístolas, orações e palavras que são encontradas em Nahjul al-Balaghah. Assim, com excepção de algumas aforismos, a fonte original de todo o conteúdo de Nahjul al-Balaghah foi determinada.
Nahjul al-Balaghah foi escrito por Xerife Razi, um estudioso do século X. Mais de 300 anos depois de Ali. Até então, os sermões tinham sido transmitidos por via oral, entre as gerações , e portanto, o texto foi aberto à mudança e má interpretação. Não há cadeia de narração. As últimas páginas foram deixados vazias, Xerife Razi diz que se deparou com novos sermões; destacando que Xerife Razi escreveu nada que se deparou. Xerife Razi não seguiu o mesmo nível de escrutínio como seguido por colecionadores de Hadith portanto Nahjul al-Balaghah não foi considerado como Sahih (autêntico ou correto) para o nível das coleções de Hadith.
Vários estudiosos têm procurado rastrear as fontes de diferentes declarações e cartas coletadas em Nahjul al-Balaghah aos trabalhos compilados séculos antes do nascimento de Xerife Razi. A pesquisa mais meticulosa neste contexto foi feita por um estudioso sunita indiano Imtiyaz Ali Arshi, morreu em 1981. Ele conseguiu remontar os primeiras fontes de 106 sermões, 37 cartas e 79 palavras dispersas de Ali em seu livro Istinad-e Nahj al-Balaghah, originalmente escrito em Urdu, posteriormente traduzido para o árabe em 1957, depois em inglês e persa. Além deste trabalho, alguns outros merecem menção especial, como Abd al-Zahra al-Husayni al-Khatib Masadir Nahj al-balaghah, Hibat al-Din al-Shahristani Ma huwa Nahj al-balaghah, Sayyid Ali al-Naqawi al-Nasirabadi introdução para o urdu tradução de Nahjul al-Balaghah por  Mufti Jafar Husayn, e al-Mujam al-mufahras li alfaz Nahj al-balaghah, um trabalho conjunto do saíde Kazim al-Maoméi e xeique Maomé Dashti. Sayyid Mohammad Askari Jafery e Sayyid Ali Reza também tratou da questão das fontes básicas de Nahjul al-Balaghah em seus prefácios de suas traduções separadas do livro em inglês.

### Os xiitas
A coleção é considerada pelos xiitas como autêntica.

### Sunitas
Tal como acontece com a maioria das obras póstumas de teologia xiita que surgiu séculos depois da vida de Maomé, estudiosos sunitas não consideram o Nahjul al-Balaghah como autêntico. De acordo com uma fonte xiita, a primeira pessoa a levantar dúvidas sobre a sua atribuição a Ali foi ibne Calicane, um estudioso sunita (d. 1211/1282). Izz al-Din ibn Hibatullah ibn Abi l-Hadid (d. 656/1258) comentários e coleções, Sharh Nahj al-Balagha, é amplamente disseminada. Maomé Abduh, Mufti do Egito, publicou um comentário sobre o livro, no Egito.
Comentaristas sunitas do Nahjul Balaghah:
1.   Imam Ahmed Ibne Mohammed-ul-Wayree (cerca de 470 A.H.)
2.   Abul Hassan Ali-ibne-Abul Qasim-ul-Ba'ehaquee (565 A.H.) Seu comentário é citado por Moajum-ul-Adibba of Yaqooth-e¬Hamveenee- Vol.
13, página 225,impresso no Egito.
3.    Imame Facradim Arrazi (606 A.H.) Seu comentário é citado por:
(i)   Akhbar-ul-Hukama of Ibn-ul-Quftee  página 192 impresso no Egito.
(ii)  Oyoonul-Ambia of Ibn-e-Abi-Sabee'apágina 25, impresso no Egito.
4. Abdul Hameed Hibathullah Mohammed-ibne-Mohammed ibne-Abil Hadeed-Moathazalee, (conhecido como Ibne-Abil Hadeed 655 A.H.).  Seu comentário é um clássico mundialmente famoso cobrindo 17 volumes,  impressos uma dúzia de vezes no Cairo, Beirute, Teerã e Isfahan.
5.  Shaikh Kamal-ul-din Abdul Rehman Shaybenee (cerca de 705 A.H.)
6.  Allama Sad-ud-din Taftazenee (797 A.H.)
7.  Quazi of Baghdad Shaikh Quewaam-ud-din.
8.  Allama Shaikh Mohammed Abdahoo (1323 A.H.) Seu comentário foi impresso, muitas vezes, e faz parte do curso universitário no Cairo e Beirute.
9.  Ostad (Professor) Mohammed Hassan-ul-Nayer-ul-Mursafee do Egito. Seu comentário é impresso em Darul Cutube (Egito).
10. Ostad (Professor) Mohammed Mohiuddin Abdul Hameed, Professor de Lexicologia da Universidade Alazhur. Seu livro foi impresso em Isthequamuth-e-Misr Press, Cairo.
11. Ostad (Professor) Xeique Abedalá Allayelli-al-Bairoonee do Cairo (Egito).
século III:  Durante o terceiro século cinco homens famosos assumiram este trabalho.
1.     Abu Oosman Omero-ibn-Bahr-ul-Jahiz, que morreu em 255 A.14. (868 A.D.), citado muitos sermões em seu livro Al-bayan-wo-Tabyan.
2.     Ibne-Quateeba-e-Daynoori, que morreu em 276 A.H., em seus livros Yoon-ul-Akhbar e Ghareeb-ul-Hadees citou muitos sermões e discutidos significados de muitas palavras e frases usadas por  Hazrath Ali (A.S.).
3.     Ibne Wazeh-e-Yaquoobee, que morreu em 278 A.H., citou muitos sermões e ditado de Hazrath Ali (A.S.) em sua história.
4.     Abu Haneefa-e-Daynoori (280 A.H.) em sua história Akhbar-e-Tawal citou muitos sermões e ditos.
5.     Abul Abbas Almobard (286 A.H.) em seu livro Kitab-ul-Mobard coletou muitos sermões e cartas.

## Sermões
No total Nahj al Balaghah tem uma coleção de 245 sermões de Ali (S.A).
O seguinte é uma lista incompleta de resumos em cada coleção de sermões.
- Sermão 1 Neste sermão Ali menciona a gênese da criação dos Universos, Terra e Adão.
- Sermão 2 (Alguns consideram esta parte do sermão anterior). Neste sermão da criação de Adão é mencionado.
- Sermão 3 Conhecido como o Sermão de ash-Shiqshiqiyyah. Lida com o período entre a morte de Maomé para o período da revolta carijita.
- Sermão 4, Foi entregue por Ali em seu retorno da batalha de Sifim. Neste sermão Ali explicou a condição dos árabes nos dias pré-islâmicos e as condições corruptas em que a sociedade islâmica tinha caído novamente.
- Sermão 5, (Alguns consideram esta parte do sermão anterior), é em louvor a Ahl al-Bayt (os descendentes de Maomé). Neste sermão Ali menciona que o Ahl al-Bayt são as fortalezas dos mandamentos de Deus, e são os únicos que podem interpretar seus mandamentos.
- Sermão 6, É sobre os hipócritas.
- Sermão 7, É o famoso discurso de Shaqshaqiyyah (Sermão do rugido de um camelo), neste sermão Ali menciona novamente sobre o califado sendo arrancado dele. "Por Alá, que o homem, Abacar, arrebatou o califado (de mim) como era uma insígnia..."
- Sermão 8, Neste sermão Ali descreveu a mentalidade dos coraixitas e que Ahl al-Bayt tem feito para ensinar-lhes o Islã e para reformar as suas mentes. Ele terminou com um conselho a eles para aceitar sinceramente a religião.
- Sermão 9, Após a morte de Maomé, quando Abas (tio de Maomé) e Abu Sufiane veio a Ali a jurar fidelidade, ele aconselhou-os neste sermão.
- Sermão 10, Talha e Zobair rebelaram contra Ali e levantou um exército para ocupar as províncias de Cufa e Baçorá. Ali (A.S.) resolveu o problema em vez de lutar. Algumas pessoas tentaram dissuadi Ali contra suas decisões, em resposta à desconvencimento Ali entregou o Sermão 10.
- Sermão 11, No sermão 11 Ali descreve as condições mentais daqueles muçulmanos, na realidade, eram hipócritas e tinham em seus corações internos, há lugar para a verdade, a justiça e o islamismo. Para servir o seu propósito que se inclinou para todos os vícios e o mal e Shaitan (Satanás) foi seu guia e senhor.
- Sermão 12, Ali avisa Zobair (que se voltou contra Ali).
- Sermão 13, Ali responde à propaganda dos adversários.
- Sermão 14, Ali fez esse discurso depois Talha e Zobair quebraram seu juramento de fidelidade a Ali. Ali percebeu que Moáuia I, estava por trás disso e entregou Sermão 14, Seguidores da verdade e da religião! Tenha em atenção que o Satanás (Referindo-se a Moáuia) reuniu seus seguidores...
- Sermão 15, Ali instrui Maomé Ibn Hanafiya (comandante do exército de Ali na Batalha de Baçorá (também chamada de Batalha do Camelo ou a Batalha de Jamal).
- Sermão 16, Discurso proferido após a vitória na batalha de Baçorá.
- Sermão 17, Ali condenou as atividades das pessoas de Baçorá (Aixa que tinha lutado contra ele na batalha de Baçorá).
- Sermão 18, Neste sermão Ali novamente condena as ações do povo de Baçorá.
- Sermão 19, É dentro do contexto da conquista da Armênia, onde o Homs imposto havia sido transferido do Estado para Maruane I (um processo que Ali viria reverter). {fato}
- Sermão 20, Este sermão foi entregue após a morte do califa Otomão, quando estava sendo oferecido o califado a Ali. Nele Ali disse às pessoas a esperar o seu califado.
- Sermão 21, Ali descreve três tipos de pessoas presentes na sociedade e também o melhor caminho a ser seguido na vida.
- Sermão 22, Ali condena pessoas que assumem o status/título de um cádi (juiz) sem ter qualificação ou conhecimento suficiente para este tipo de trabalho responsável.
- Sermão 23, Observações de Ali sobre diferenças de opiniões entre os juristas sobre a mesma questão da xaria (lei islâmica).
- Sermão 24, Enquanto Ali fez um discurso na mesquita de Cufa, Ashaz ibn Qais (que era o chefe do exército de Muawiya na batalha de Sifim) interveio dizendo que esse discurso foi prejudicial para Ali. Sermão 24 era uma resposta a Ashaz: "Você um filho mau de um pai depravado, um hipócrita, filho de um infiel, você sabe qual parte do meu discurso é prejudicial e que parte é benéfico para mim ...?"
- Sermão 25, Ali explica como e com quem podemos ter aulas para moldar e reformar nossas vidas. Nele Ali também lembra as pessoas do depois: "Se você tivesse apenas uma verdadeira concepção do que iria acontecer depois da morte, você teria gritado com horror e tremia de medo..."
- Sermão 26, Ali diz que esta vida é apenas uma viagem e reduzindo os nossos pecados que nós poderíamos fazer esta viagem fácil, "Reduzir a carga de seus pecados e vícios, de modo que você pode continuar a viagem com facilidade."
- Sermão 27, Talha e Zobair queria assumir o califado, e portanto, assassinou califa Otomão, o único obstáculo remanescente no seu caminho foi Ali. Eles decidiram acusar falsamente e implicar Ali por assassinato. No Sermão 27, Ali diz Talha e Zobair ter medo de Deus.
- Sermão 28, Ali aconselha os pobres não invejar os ricos e os ricos para apoiar e ajudar os pobres.
- Sermão 29, Ali aconselha as pessoas a seguir os mandamentos de Deus; É única maneira possível desfrutar a vida futura, se você não é recompensado nesta vida, eu garanto a vossa recompensa no além.
- Sermão 30, Foi entregue no contexto da apreensão de Moáuia I e algumas províncias (anteriormente sob o controle do califado de Ali) e ascensão seguinte de Governadores de Ali.
- Sermão 31, Que se acredita ser dado antes Sittin, Ali destaca três pontos. Ele ilustra a condição dos árabes nos dias pré-islâmicos, as razões por que ele não tomar medidas sérias para defender suas causas antes da Batalha de Baçorá, e como Moáuia I supostamente adquiriu a fidelidade de Anre ibne Alas.
- Sermão 32, Este sermão é em elogio a jihad, ele mostra o que significa jihad real é a luta interna, contra os pecados e prazeres do mundo e que se pode conseguir com ele.
- Sermão 33, Ali aconselha as pessoas a abandonar formas corruptas da vida e tentar alcançar a salvação.
- Sermão 34, Ali criticou as pessoas que disseram que eles estavam prontos para lutar pelo Islã, mas utilizam desculpas praticamente, sempre que o Islã necessita de defesa.
- Sermão 35, Ali explica as causas do assassinato do califa Otomão e também esclarece de não ter qualquer ligação com o incidente. "Se havia me condenado a ser morto, sem dúvida, teria sido seu assassino, e se eu tivesse impedido pessoas de matá-lo, eu teria sido seu auxiliar. Mas não tenho qualquer ligação com o caso."
- Sermão 36, Neste sermão Ali dá conselhos a Abedalá ibne Abas, quando ele é enviado a Zobair antes da Batalha de Baçorá.
- Sermão 37, Ali aconselha as pessoas a levar uma vida honesta e piedosa, ele também explicou a situação em que as pessoas estavam vivendo em naquele momento.

Ali também descreve quatro tipos principais de pessoas:
-   - "Em primeiro lugar, há aqueles, que se abstenham de vício, vilania e da violência, porque eles são tímidos e os covardes, e não têm nem meios nem riqueza suficiente."
  - "Depois há aqueles, que têm atraído as suas espadas, declararam abertamente suas más intenções e se reuniram exércitos ao redor deles." (Referindo-se a Muawiya  I (pai de Yazid))
  - "E há alguns, que em vez de tentar ganhar as bênçãos de Deus com boas ações sinceras, querem garantir um lugar alto neste mundo, com o pretexto de piedade e santidade."
  - "Por último, existem pessoas fracas na mente e depravados em caráter. Eles não podem criar recursos, nem pode garantir a assistência dos outros, e portanto, encontram-se privados de riqueza e status social .... cobrem sua humildade e pobreza, sob o disfarce de um religioso e afirmando a vida..."

Então Ali menciona um quinto grupo de pessoas:
-   - "... Há também uma minoria insignificante dessas pessoas piedosas, a quem a verdadeira concepção de sua grandeza divina e podem não permite ser cruel, malvado e arrogante, e que o medo do dia do juízo final não permite levar uma vida frívola."

- Sermão 38, Ali diz às pessoas que a sua missão é a mesma que era na época de Maomé, Minha missão hoje é a mesma que era na época de Maomé. Vou ter exito até que eu possa erradicar a impiedade e injustiça, e até eu possa estabelecer uma regra de justiça e verdade, - um regime humano e divino.
- Sermão 39, Neste sermão Ali expressou sua tristeza sobre a condição mental de iraquianos, advertindo-os dos resultados da negligência do dever e da indiferença à religião.
- Sermão 40, Quando Moáuia I seu exército estava à beira de uma derrota na batalha de Sifim, seu comandante Anre ibne Alas subornado alguns dos oficiais do exército de Ali. Alguns dos oficiais voltaram para Ali e pediram desculpas por sua traição. Nesta ocasião Ali entregou Sermão 40.
- Sermão 41, A batalha de Naravã ocorreu entre Ali e os carijitas. Antes da batalha Ali começou advertiu os carijitas no Sermão 41, Eu quero advertir e aconselhá-los contra esta batalha, pois vocês podem ser mortos na mesma, e no próximo dia o sol pode lançar a sua luz da manhã em cima de seus corpos manchados de sangue e mutilados...
- Sermão 42, Ali descreve seus esforços sinceros, coragem e força para a causa do Islã.
- Sermão 43, É um período muito curto do sermão, em que ele fala sobre como as pessoas piedosas "caminhar através da escuridão", mas por causa de sua forte crença em Deus permanecer no caminho certo.
- Sermão 44, Fala sobre Maleque ibne Caabe, que era o governador do Ainute TAnre (a província), ele só tinha um exército de cerca de 100 homens para guardar esta província. Sem qualquer aviso prévio Moáuia I enviou um exército para invadir a província. Quando Ali descobriu, ele exortou os muçulmanos a ir ajudar Maleque ibne Caabe. Os muçulmanos eram tímidos e sem vontade de ir ajudar Maleque ibne Caabe, vendo isso Ali deu Sermão 44. Após este sermão ser terminado, Adi ibn Hatim veio a Ali com 1000 soldados de Bani Hatim. Ali fez Adi o comandante do exército. Adi estava se preparando para partir para Aynut Tamr, quando chegou a notícia de que Maleque ibne Caabe e seu pequeno exército de 100 homens havia derrotado horda de mil soldados de Muawiya.
- Sermão 45, Depois de romper com Ali, os carijitas usam o slogan "Só Deus é o juiz." Ali neste sermão lança luz sobre este slogan e do falso significado que eles queriam obter a partir dele, o slogan quer repetir a verdade, mas na verdade eles deduzem significado errado e inferem a partir dele conclusões que são prejudiciais para a humanidade.
- Sermão 46, A ser editado.
- Sermão 47, Ali diz a seu povo que os desejos desordenados e más ações só iria trazer prejuízos. Ele também aponta que as boas ações, não significam necessariamente uma recompensa nesta vida, mas definitivamente vai ser recompensado no futuro.
- Sermão 48, Ali entregra este sermão quando ele foi informado de que Moáuia I estava lhe preparando uma guerra "Acho que nenhuma escolha foi deixado para mim, ou eu tenha que esmagar a rebelião pela força (portanto, ir à guerra), ou apresentar ao paganismo (não fazer nada e deixar Moáuia I conduzir o poder).
- Sermão 49, Foi entregue quando Ali descobri que Mascala ibne Hubaira Axaibani, tinha fugido até Moáuia I com algum dinheiro do tesouro do estado. "Que Deus não perdoa Masqala. No começo, ele agiu como um chefe, mas no final ele fugiu como um escravo."
- Sermão 50, Mistura de certo e errado.
- Sermão 51, Foi entregue por Ali em sua jornada para a Síria.
- Sermão 52, A previsão de Ali sobre o futuro de Cufa.
- Sermão 53, Foi entregue em um lugar chamado Nukhayla, enquanto ele estava em sua viagem para a Síria.
- Sermão 54, Ali explica a teoria de aceitar a existência de Deus. "...Aqueles que não o viram fisicamente não podem negar a sua existência ..."
- Sermão 55, lança luz sobre as causas das pessoas que vão desviar. "Certamente as causas da discórdia e rebelião contra a religião é que as pessoas seguem os ditames de suas mentes e introduzir inovações e cismas contra as ordens explícitas do livro de Alá."
- Sermão 56, Entregue na batalha de Sifim, quando as forças de Muawiya ocuparam o Eufrates e parou o fornecimento de água para Ali e seu exército. Forças de Ali retomaram o rio e permitiu que o exército de Muawiya usasse tanta água quanto eles gostariam. Antes da Batalha para a retomada do Eufrates começar, Ali entregou este sermão.
- Sermão 57, É um aviso para aquelas pessoas que não atribuem qualquer importância para o futuro.
- Sermão 58, Ali explica que tipo de animais podem ser sacrificados por ocasião do Eid al-Adha.
- Sermão 59, Entregue pouco antes da Batalha de Sifim, quando as forças de Ali estavam pedindo permissão para lutar.
- Sermão 60, Ali estava tentando atrasar a guerra (na Batalha de Sifim). Algumas pessoas pensaram que Ali tinha medo da morte, este sermão foi uma resposta a essas pessoas. "Isso não está certo para você dizer que eu estou hesitando em iniciar a guerra, porque eu tenho medo da morte. Por Deus eu nunca atrasei guerra mesmo por um dia, mas com a esperança de que alguns rebeldes podem voltar para mim e através de mim eles podem ser guiados em direção a religião..."
- Sermão 61, Como mencionado no sermão anterior, Ali estava tentando atrasar a guerra, algumas pessoas começaram a reclamar, dizendo que não podia mais esperar. Mas quando a guerra eclodiu, essas mesmas pessoas começaram a agir covardemente. Este sermão foi para essas pessoas.
- Sermão 62, Esta é uma previsão de Ali sobre o governo de Moáuia I depois dele. O que diz Moáuia vou forçar as pessoas a caluniar e desonrá-lo (Ali). Neste sermão Ali, da conselhos às pessoas o que fazerem em seguida. "Certamente, depois da minha morte vocês vão ser dominados e governados por um barrigudo glutão (Moáuia I). Cuidado! Ele irá pedir-lhes para me caluniar e me deserdar. Tanto quanto calúnia está preocupado que vocês podem obedecer a suas ordens, porque ele vai te salvar de sua ira e tirania... mas tanto quanto me renegando está preocupado que vocês não devem fazê-lo, porque eu sou um muçulmano de nascimento e eu fui o primeiro a testemunhar..."
- Sermão 63, Foi dado quando Moáuia I violou os termos do tratado de Sifim e começou a se preparar para invadir Cufa, Ali decidiu invadir Shaam primeiro. Ele pediu que os carijitas para virem para ajudar, eles se recusaram por causa da arbitragem na batalha de Sifim. Na resposta da recusa, Ali entregou o Sermão 63. "Que vocês possam ser punidos por Deus... Cuidado! Sua política equivocada trará morte e destruição para vocês."
- Sermão 64, Foi entregue quando Ali foi informado de que os carijitas estavam tentando invadir Baçorá.
- Sermão 65, Foi entregue quando Ali foi informado de que algumas pessoas estavam planejando assassiná-lo. Neste sermão, ele declarou: "Escudo de proteção de Deus ainda está me protegendo. No dia que é fixado para a minha morte, o escudo irá desaparecer e me entregar à morte. Naquele dia, a morte não vai perder o seu alvo e que a ferida mortal não curar."
- Sermão 66, Acredita-se ser parte do Sermão 57, por alguns comentaristas. Nele Ali contou as realidades da vida, o que se tem de enfrentar e como lidar com ela.
- Sermão 67, Ali adverte as pessoas de certos fatos básicos sobre a vida. Ele também aconselha as pessoas a levar uma vida piedosa.
- Sermão 68, A ser editado.
- Sermão 69, É sobre a batalha de Sifim. Um dia, ambos os exércitos lutaram continuamente por 24 horas, os combates no meio da noite era terrível e é conhecido como Laylatul Harir. Na manhã seguinte o sermão proferido 69, neste sermão Ali se refere à batalha de Sifim como Jihad. "Lembre-se que Deus está te observando e você está lutando sob o comando do primo e filho da lei de Maomé... fazer não aceitar a vergonha e desgraça de uma derrota ou um fracasso, para o qual você deve ser punido, no dia do juízo, porque vocês são  uma jihad em defesa do Islã, a verdade e a justiça."
- Sermão 70, Refere-se à afirmação de Abu Bakr para califado e o incidente de Saqifah.
- Sermão 71, Sermão proferido sobre a morte de Maomé ibne Abacar (que foi morto pelas forças de Moáuia I).
- Sermão 72, Dirigido a alguns dos companheiros de Ali.
- Sermão 73, Ali narrou este sonho, na véspera de seu martírio. Na manhã seguinte, ele recebeu uma ferida mortal, durante as orações da manhã. "Como eu estava sentado adormeci e sonhei que o profeta Maomé veio na minha frente. Eu disse a ele de intrigas, inimizades e sofrimento que caíram ao meu monte das mãos de seu seguidores. Ele (Maomé) disse-me para amaldiçoá-los. Orei a Deus para me dar melhores companheiros do que eles e para eles um governante tirano em meu lugar."
- Sermão 74, Para o povo do Iraque.
- Sermão 75, É sobre a forma como a suplicar pela paz e bênção sobre Maomé.
- Sermão 76, Foi dada após a batalha de Baçorá. Maruane I (um dos chefes das forças inimigas) foi feito prisioneiro. Maruane solicitado Haçane ibne Ali e Huceine ibne Ali (os dois filhos de Ali e Fátima) para solicitar Ali para libertá-lo, em troca ele pagaria seu juramento de fidelidade a Ali. Ali lançou Maruane, mas sobre a questão do juramento de fidelidade, proferido o sermão 76. "Será que ele não jura juramento de fidelidade para mim após a morte de Otomão..." O sermão também contém uma profecia sobre o futuro do mundo islâmico, "Lembre-se que ele (Maruane) vai ter um reino e vai durar apenas enquanto leva um cão a hora de lamber seu nariz. Ele será pai de quatro chefes e muito em breve ele e seus filhos iram trazer desastre para o mundo muçulmano." A previsão para Maruane governar um reino se tornou realidade, Maruane I foi o primeiro califa omíada depois Iázide I e governou apenas por quatro meses e dez dias.
- Sermão 77, É entregue após Otomão tornou-se califa. Nele Ali diz que ele teve que sofrer a injustiça e tirania, a fim de evitar derramamento de sangue e a opressão dos muçulmanos. "Você (Otomão) sabe muito bem que eu mereço o califado mais que qualquer outra pessoa... eu vou continuar tendo essa injustiça como desde que a opressão e derramamento de sangue dos muçulmanos estão a recorrer, e enquanto só eu continuo a ser um alvo para os seus (os breves califas muçulmanos) tiranos."
- Sermão 78, Este sermão foi entregue quando a notícia chegou a Ali que Banu Omaia que falsamente acusou Ali do assassinato de Otomão. "Será que o fato de eu ser o primeiro a testemunhar o Islã e dos meus serviços para o Islã e os muçulmanos não dissuadem e verificam essas pessoas perversas que caluniam ou difamar-me..."
- Sermão 79, Descreve as qualidades de um verdadeiro muçulmano.
- Sermão 80, É uma queixa de Ali contra o comportamento de Banu Omaia, durante o governo de Otomão.
- Sermão 81, Uma oração para Alá.
- Sermão 82, Quando Ali decidiu ir para Cufa, para enfrentar a rebelião dos carijitas, um astrólogo aconselhou Ali não fazer a viagem, como de acordo com a astrologia foi um momento de mau agouro. Ali neste sermão deu uma resposta para o astrólogo.
- Sermão 83, Este sermão foi entregue após a batalha de Baçorá.
- Sermão 84, Um sermão sobre a piedade e devoção.
- Sermão 85, Um sermão sobre o mundo.
- Sermão 86, É um sermão muito longo e famoso. Ele também é conhecido como Khutba-e-Gharra (um sermão eminente) e Khutba-e-Ajiba (um sermão maravilhoso). "Eu glorificá-Lo (Deus) para seus favores constantes, grandes bênçãos e proteção duradoura. É minha firme convicção de que ele é eterno, ele existia antes de qualquer coisa que veio à existência e que ele é o criador poderoso."
- Sermão 87, Ali fala sobre a propaganda realizada contra ele por Anre ibne Alas.
- Sermão 88, Alguns atributos a Deus e algumas partes de advertência para seus seguidores e companheiros. Alguns consideram esta apenas uma parte de um longo sermão.
- Sermão 89, Aconselhando as pessoas a acreditar na religião e seguir sinceramente os ensinamentos dela.
- Sermão 90, Ali descreveu o tipo de pessoa que gostava de Alá e os atos de um verdadeiro muçulmano. "Ó povo! A pessoa que mais gosta de Deus é aquela que implora por ajuda para superar suas paixões, que aceita o dissabor da vida e teme..."
- Sermão 91, Quando os muçulmanos durante o califado de Ali começaram a se extraviar, Ali entregou este sermão.
- Sermão 92, Ali lembra os muçulmanos das condições em que a sociedade era antes Deus enviar Maomé com a sua mensagem. "O Deus todo-poderoso enviou nosso Maomé com a sua mensagem no momento em que o mundo foi, durante muito tempo, ficou sem qualquer profeta ou reformador; quando as nações haviam passado por anos sem perceber o dever do homem para com o homem e Deus..."
- Sermão 93, Atributos de Deus e suas criações.
- Sermão 94, Este é outro famoso e longo sermão, chamado al-Ashbah. Uma vez alguém perguntou a Ali para descrever a Deus de tal maneira que ele podia sentir que ele está vendo Alá (em um estado físico). Ali os feltros incomodados com esta solicitação, como Deus não pode ser descrito de uma forma pela qual os homens poderiam imaginá-lo fisicamente. Nesta ocasião, este sermão foi entregue por Ali.
- Sermão 95, Apos a morte de Otomão, muçulmanos há tempos solicitando Ali assumir o califado. Ali, em seguida, entregou sermão 95. Nele Ali diz como as pessoas aceitaram mediante seu califado, "Lembre-se, eu aceitar o seu califado, eu te farei seguir uma religião conforme com a minha própria consciência e senso de julgamento..."
- Sermão 96, Ali entregou este sermão apos uma batalha de Naravã, na qual os carijitas foram fortemente derrotado. Nele Ali diz as pessoas perguntarem a ele o que procuram, como eles logo perderam o Imam (Ali é martirizado mais tarde em Cufa). "...Pergunte-me qualquer coisa que você gosta, os antes de perder a visão de mim." Ali também informa neste sermão que ele tem conhecimento do desconhecido e do futuro, Ilm-e-Ghaib, "...se você perguntar a todas as perguntas sobre eventos importantes que acontecem a partir de hoje para o dia do juízo, vou explicá-los todos a você."
- Sermão 97, Um sermão em elogio a Maomé. "A último e mais exaltado de todos foi Maomé."
- Sermão 98, É um sermão sobre os árabes durante a vida de Maomé.
- Sermão 99, É um sermão em louvor a Deus e elogio a Maomé.
- Sermão 100, Ali condena aqueles muçulmanos que não responderam ao seu chamado antes das primeiras guerras civis islâmicas. "Eu juro por Deus que esse grupo (Omíadas) irá derrotá-lo, não porque eles estão defendendo a justiça ou protegem a verdade, mas simplesmente porque eles implicitamente e de bom grado obedecer o seu líder, mesmo no vício e pecado, e você preguiçosamente reunir em torno de mim quando eu chamá-lo para defender a causa da religião e Deus."
- Sermão 101, Este sermão é uma previsão sobre o futuro dos muçulmanos e do império muçulmano. "...Essas Omíadas (de hoje salafistas e Wahabis) vai permanecer no poder até que forçar as pessoas a descartar Islam de forma tão flagrante que todo ato proibido por Deus serão considerados e promulgados como legítimo e legal."
- Sermão 102, É uma descrição da vida e conselhos sobre como vivê-la de acordo com a maneira islâmica.
- Sermão 103, É um sermão sobre si mesmo e os líderes após sua morte.
- Sermão 104, É profecia do poder omíada. A famosa citação é: "Estou pensando em uma pessoa da Síria (Referindo-se Moáuia I), que é equivocada e é enganando as pessoas com mentiras escandalosas e flagrantes..."
- Sermão 105, Éste sermão é cerca de três temas principais, o dia do juízo final, o mundo islâmico depois da morte de Ali (a profecia) e outra profecia sobre Baçorá.
- Sermão 106, Ali menciona sobre as coisas no mundo uma sedução para o mal e o vício.
- Sermão 107, É uma tentativa de mostrar a condição do mundo antes de Maomé.
- Sermão 108, Éxplica a missão de Maomé e uma profecia sobre o omíada.
- Sermão 109, É sobre o Islã, Maomé e os muçulmanos.
- Sermão 110, Durante a batalha de Sifim alguns soldados do exército de Ali recuaram, mas depois recuperam a posição perdida. Nesta ocasião Ali entregou este sermão.
- Sermão 111, Menciona alguns atributos de Alá.
- Sermão 112, É em relação aos atributos de Deus e menciona sobre seus fiéis companheiros.
- Sermão 113, Um sermão aconselhando as pessoas a ter a verdadeira fé em Deus e acreditar no Alcorão.
- Sermão 114, Um sermão aconselhando as pessoas a não ser presas em desejos mundanos como o destino final é no além.
- Sermão 115, Um sermão sobre o Anjo da Morte.
- Sermão 116, Ali adverte as pessoas contra os prazeres viciosos do Mundo.
- Sermão 117, Neste sermão Ali louva a Deus e fala sobre os modos de vida.
- Sermão 118, Este sermão é dito ter sido entregue durante um período de seca severa. Nele Ali reza a Deus para que chova.
- Sermão 119, Um sermão de louvor de Maomé e uma profecia sobre Alhajaje ibne Iúçufe (que mais tarde tornou-se o Governador do Iraque, durante o reinado de Abedal Maleque ibne Maruane).
- Sermão 120, Ali aconselha as pessoas a gastar sua riqueza em boas causas.
- Sermão 121, Ali elogia seus companheiros leais e fiéis. "Vocês são apoiadores da verdade e justiça".
- Sermão 122, Um sermão para aquelas pessoas que afirmavam ser os verdadeiros apoiandores de Ali, mas sempre foram necessários durante a guerra, seriam covardes se voltassem atrás.
- Sermão 123, Lembra as pessoas que o Ahl al-Bayt são os verdadeiros guardiões do Islã. "Nós, os descendentes de [Maomé] são as portas através do qual a verdadeira sabedoria e conhecimento verdadeiro que atingem a humanidade, somos as luzes da religião."
- Sermão 124, Um sermão sobre a Batalha de Sifim.
- Sermão 125, Um sermão dirigido aos carijitas.
- Sermão 126, Parte de um sermão proferido em um campo de batalha que contém conselhos para pessoas fortes e corajosas para ajudar os fracos e nervosos.
- Sermão 127, Instruções aos seus soldados, alguns consideram esta parte do sermão anterior.
- Sermão 128, Um sermão considerando a arbitragem na Batalha de Sifim, o que levou à criação da seita carijitas.
- Sermão 129, Quando Ali começou a distribuir o Baytul Mal ou Fazenda Pública para todos os muçulmanos, independentemente de raça e status, os ricos achavam que califado de Ali era mais simpático aos pobres. Os ricos decidiram enviar uma delegação para Ali em protesto. Nesta ocasião Ali entregou este sermão.
- Sermão 130, Este sermão foi entregue quando Ali descobri que os carijitas foram massacrar muçulmanos simplesmente porque eles tem diferentes pontos de vista. "De todas as pessoas más e pecaminosas deste mundo que você é o pior."
- Sermão 131, Uma profecia sobre uma futura guerra.
- Sermão 132, Um sermão comentando sobre atividades mundanas.
- Sermão 133, Parte de um sermão acredita ser entregue quando Ali foi ver Abu al-Dharr Ghifari, um companheiro de Maomé, que foi forçado ao exílio por Otomão.
- Sermão 134, Um conselho ao povo de Cufa que se reuniram em torno de Ali.
- Sermão 135, Um sermão sobre a morte e como estar preparado para isso.
- Sermão 136, Pensado para ser uma parte de um longo sermão, que contém atributos para Alá, Aune ibne Abedalá e Maomé ibne Abedalá e do Alcorão. "Ele (o Alcorão), sempre o orienta em relação ao Islã".
- Sermão 137, Quando a segundo califa sunita, Umar quis invadir o império romano, ele consultou Ali se ele (Umar) deve dirigir a invasão. Este sermão foi a resposta de Ali. No sermão Ali dá o segundo califa permissão para nomear um oficial experiente, mas não para chefiar a invasão si mesmo. "Você pode nomear um oficial experiente para assumir o comando da expedição ..."
- Sermão 138, Quando uma disputa ocorreu entre Ali e o terceiro califa sunita, Otomão, Muguira ibne Aquenas alegou que ele iria defender o terceiro califa contra Ali. Neste sermão Ali critica Muguira,

"Por Deus! O Senhor nunca vai conceder a vitória para aqueles a quem você suporta (o terceiro califa sunita)."
- Sermão 139, A ser editado
- Sermão 140, Ali diz às pessoas neste sermão que Talha e Zobair foram responsáveis pelo assassinato do terceiro califa sunita, Otomão.
- Sermão 141, Um sermão sobre o Mádi e o Dajjal."...E você deve respeitar as ordens de um homem da Ahl al-Bayt, que será entre vós."
- Sermão 142, E novamente afirma ser o direito completo e legítimado como califa, "O tempo está próximo, quando o califado será clamado na ponta de uma espada desembainhada, e quando as promessas serão quebradoas na imprudencia."
- Sermão 143, Sermão considerando os males do backbitting e caluniar.
- Sermão 144, A ser editado.
- Sermão 145, A ser editado.
- Sermão 146, A ser editado.
- Sermão 147, A ser editado.
- Sermão 148, A ser editado.
- Sermão 149, Umar, o segundo califa sunita procurou o conselho de Ali quando liderou um exército para enfrentar os persas. Ali disse o califa para não liderar o exército próprio, mas sim nomear outra pessoa para liderar o exército.
- Sermão 150, A ser editado.

## Cartas
Nahjul al-Balaghah também contém uma coleção de 79 cartas, incluindo cartas para Moáuia I. A seguir, um breve resumo de cada carta, citações relevantes têm sido usadas fora das cartas originais.
- Carta 1, Enviada para o povo de Cufa, antes de Ali proceder a Baçorá para a Batalha de Baçorá.
- Carta 2, Enviada para o povo de Cufa após a vitória na Batalha de Baçorá.
- Carta 3, Para Shuray bin Harith, Juiz Chefe (Qadi) de Cufa, após Shuray comprar uma casa muito cara (que não atende o estilo de vida de um Qadi).
- Carta 4, Carta a um dos comandantes de seu exército.
- Carta 5, Uma carta para Ashaz ibn Qais.
- Carta 6, Para Moáuia I considerando a eleição em que Ali tornou-se califa.
- Carta 7, Moáuia I tinha envido cartas a Ali dando-lhe conselhos hipócritas e falsamente acusando-o. Carta 7 , foi a resposta a falsas acusações de Muawiya sobre Ali.
- Carta 8, Jarir ibne Abedalá Bajali (um companheiro de Ali) foi enviado por Ali a Damasco para entregar uma carta a Moáuia I. Alguns atrasos ocorreram, Jarir que deixou Ali preocupado com sua segurança. Ali escreveu esta carta para Jarir, nesta carta , ele disse Jarir força Moáuia I a responder à carta anterior de Ali, e dar uma resposta final; Paz (caso em que Moáuia I teria que jurar juramento de fidelidade a Ali) ou guerra.
- Carta 9, Outra carta para Moáuia I, em que Ali disse Moáuia I que ele (Moáuia) não tinha feito nada para o Islã, enquanto ele (Ali) havia dedicado toda a sua vida ao Islã. Nela Ali menciona que ele não tem comparação com Moáuia; "No Islã não há nenhuma hierarquia, nenhuma honra, nenhuma posição e nenhum mérito para ele como é para mim".
- Carta 10, Ali lembra Moáuia I que toda a sua riqueza é só neste mundo e não ajudaria no futuro; "Os bens, as riquezas e os luxos que você está cercado, pertence a este mundo..."
- Carta 11, As instruções para o seu marechal quando Ali envia para uma batalha. Nela Ali diz-lhes o que fazer antes e durante na batalha.
- Carta 12, As instruções para uma expedição de 3000 soldados, que foram enviados para lutar contra os sírios.
- Carta 13, Com instruções para dois de seus comandantes, em que diz seus comandantes, que nomeou Maleque ibne Alharite como chefe de gabinete e eles devem seguir suas ordens.
- Carta 14, Na batalha de Sifim, Ali deu instruções na carta 14 a seus soldados antes da batalha começar.
- Carta 15, Esta carta mede as palavras usadas por Ali, para invocar Deus ao enfrentar um inimigo.
- Carta 16, Esta carta mede as palavras que Ali, costumava aconselhar seus seguidores durante uma batalha.
- Carta 17, A resposta a uma carta de Moáuia I, Sua alegação ao seu clã, também descendente de Abde Manafe ibne Cuçai é verdade, mas você deve lembrar, como uma história dos árabes ira convencê-lo, que o seu antepassado Omaia não iguala ao antepassado, o famoso Haxim, nem Harbe, outro antepassado seu, era igual ao Abedal Mutalibe... nem Abu Sufiane poderia alegar ser igual a Abi Talib... e vem de uma de linhagem duvidosa (apontando para Moáuia I) não pode pretender ser igual aqueles que vem de nobre parentesco (ou seja , o Banu Haxim)
- Carta 18, A carta para Abedalá ibne Abas. Abedalá foi nomeado como 'governador em exercício' de Baçorá, foi acusado de maltratar os tamimitas. Ali escreveu esta carta para ibne Abas, trata-lo da mesma forma.
- Carta 19, Uma carta para um de seus governadores. Nela Ali fala sobre formas de governo divino. Ela mostra como Ali estava treinando os muçulmanos a se comportar com tolerância com outras religiões, como uma minoria estava a ser tratada e aqueles possuem um credo diferente , esperam de um governante muçulmano.
- Carta 20, Por ibne Abas, Ziade foi nomeado comissário de Baçorá. Ele totalmente corrupto, e portanto, foi demitido por Ali. Na época do aniversário de Ziade foi rotulado ilegítimo, como ninguém dizia ser seu pai. Era conhecido como "o filho de seu pai" (um apelido dado por Aixa). Mais tarde, Moáuia I, fim de obter o apoio de Ziade, afirmou que Ziade era seu meio-irmão, assim  filho ilegal de Abu Sufyan. Devido a isso Ziade se tornou aliado incondicional de Moáuia I. Ali escreveu esta carta a Ziade quando ainda era comissário de Baçorá.
- Carta 21, Outra carta a Ziade, em que Ali diz para Ziade uma maneira certa de viver.
- Carta 22, Esta carta é um conselho para ibne Abas. Ibne Abas relatou mais tarde que, exceto o conselho de Mohammad, nenhum outro conselho tivesse sido mais benéfico a ele.
- Carta 23, Uma carta de Ali, à sua família, pouco antes de ser martirizado em Cufa.
- Carta 24, E a vontade de Ali. Isso foi escrito após a batalha de Sifim.
- Carta 25, Indicações aos assessores e coletores de Zakat.
- Carta 26, Tem instruções coletores de Zakat.
- Carta 27, Maomé ibne Abacar era filho do primeiro califa, mas foi criado por Ali. Durante o califado de Ali, foi governador nomeado no Egito. Esta carta enviada a Maomé por Ali, Ali instrui Maomé como governar de forma justa e imparcial.
- Carta 28, É a Famosa resposta de Ali para as cartas de Muawiya.
- Carta 29, Uma carta ao povo de Baçorá.
- Carta 30, A carta a Moáuia I.
- Carta 31, A carta a um dos de seus filhos (um dos dois; Hasan ibn Ali ou Maomé ibn Hanafiya). Nela Ali aconselha-o como levar uma vida bem sucedida.
- Carta 32, Outra carta Moáuia I, "Você equivoca toda a geração dos homens ao seu redor. Tendo nenhuma fé na verdade do islã, você tem levado outros a se extraviar. Ó Moáuia! Temei Alá, não deixe que o Diabo levar você ao inferno..."
- Carta 33, A carta a Cutam ibne Abas, irmão de Abedalá ibne Abas (Governador de Ali na Província de Hejaz).
- Carta 34, A carta de Maomé ibne Abacar. Maomé é nomeado Governador do Egito, Ali, mais tarde, substituiu-o e nomeia Maleque Alastar como o novo governador. Maomé se sentiu triste sobre isso, quando Ali descobriu sobre a tristeza de Maomé, escreveu carta 34 para ele.
- Carta 35, Quando Maomé ibne Abacar (ex-Governador do Egito foi morto pela guerrilha de Moáuia I, Ali escreveu esta carta para Abedalá ibne Abas (o novo Governador).
- Carta 36, Uma carta ao seu irmão (de Ali), Aqeel ibn Abi Talib.
- Carta 37, Uma breve carta para Moáuia I. "Allaho
Akbar. Irremediavelmente você esta envolvido com seus desejos desordenados e pecadores."
- Carta 38, Uma carta ao povo do Egito, dizendo-lhes sobre Maleque Alastar, quando nomeado governador do Egito.
- Carta 39, Uma carta para Anre ibne Alas.
- Carta 40, Uma carta para comissário de província, não se sabe a quem esta carta  foi endereçada.
- Carta 41, O governador desconhecido da província fugiu com o tesouro público. Esta carta é para o governador desconhecido.
- Carta 42, Escrita para Omar ibne Abu Salama Muczumi, quando Ali substituiu-o com Numane ibne Ajlane Zuraqui para governador do Barém.
- Carta 43, Uma carta a Mascala ibne Hubaira Xaibani quem governava Ardexir Curra.
- Carta 44, Era Ziade governador de Ali, quando Moáuia I chegou ao poder em Bilade Xame tentou subornar Ziade, fez amizade com ele. Quando Ali descobriu sobre isso, escreveu esta carta para Ziade. "… Cuidado, ele quer fazer tolo de você..."
- Carta 45, Otomão ibne Hunaife foi nomeado governador de Baçorá. Uma vez que participou de um jantar luxuoso dado por um homem rico de Baçorá. Ali escreveu a carta sobre este assunto.
- Carta 46, Uma carta para um de seus governadores.
- Carta 47, Contém as palavras de Ali, aconselhando Husayn ibn Ali e Hasan ibn Ali, pouco depois de ter sido ferido por Abdur Rahman ibn Muljim, enquanto oferecia o fajr salat (Oração da Manhã).
- Carta 48, A carta para Moáuia I. "Lembre-se que a desigualdade e falsidade trazem desgraça um homem, neste mundo e não no além."
- Carta 49, Outra carta para Moáuia I.
- Carta 50, Uma circular aos chefes de seu exército.
- Carta 51, Uma carta aos coletores de impostos e taxas. Nela Ali diz que os cobradores de impostos tem uma grande responsabilidade, e eles devem carregar o dever com sinceridade, equidade e justiça. "Em cobrança de impostos e taxas, não vender roupas dos outros de inverno e verão... Não recorrem a chicotadas, não tocar a propriedade dos outros; sejam eles muçulmanos ou não- muçulmanos."
- Carta 52, É uma fonte altamente valiosa para determinar o momento da salat. Nela Ali informa o calendário de orações. "Levar as orações Zohr até sombra de uma parede torna-se igual à altura da parede. As orações Asr podem ser realizadas até o sol brilhar e tempo suficiente do dia, deixado uma pessoa cobrir uma distancia de seis milhas. Conforme orações magrebe realizada quando as pessoas abrem rápido e quando os peregrinos do Haje retornam ao Arafate. E a tempo da orações Isha e quando o brilho vermelho fazer crepúsculo da noite desaparece ao oeste... A orações da manhã devem ser realizadas quando parece bastante luz da aurora, até um homem reconhecer o rosto de seu companheiro."
- Carta 53, É uma longa carta que contém instruções para Maleque Alastar, depois que ele foi nomeado governador do Egito. Nunca diga para si mesmo; "Eu sou seu senhor, seu governante e tudo em tudo sobre eles e que eu devo ser obedecido submisso e humilde."
- Carta 54, Uma carta ao Talha e Zobair, "...tanto como você sabe muito bem que eu não abordei as pessoas para obter o juramento de fidelidade, mas eles vieram até mim com o seu desejo de me tornar seu Anre (governante)... E você estava entre aqueles que tinham se reunido em volta de mim para fazer o juramento."
- Carta 55, A carta de Moáuia, "Eu juro, e meu juramento é tal que não tenho intenção de quebrá-lo, que se o destino assim como organiza para trazer-nos frente a frente contra o outro do que não vou deixar o campo de batalha: Até que Alá julgue entre nós, ele é o melhor juiz. (Surata al-Araf, 7:87)
- Carta 56, Shuray ibn Hani foi nomeado comandante da vanguarda do exército de Ali, que estava marchando em direção a Síria. Instruções aos Hani foram enviados através desta carta.
- Carta 57, Ao sair de Medina para Baçorá, Ali escreveu esta carta ao povo de Cufa. "… Eu convido em nome de Alá, aqueles a quem esta carta chegue, para vir e ver por si próprios se eu estou certo ou errado."
- Carta 58, Uma carta enviada por Ali a pessoas de várias províncias, dando-lhes as razões da batalha de Sifim.
- Carta 59, Uma carta para Aswad ibn Qatiba, o governador do Hulwan. Nela Ali dá Aswad um grande conselho, "Mantenha-se longe do que você considera ruim e mal em outros."
- Carta 60, A circular enviada aos governadores e autoridades do estado, através de cujo território os exércitos de Ali estavam a passar.
- Carta 61, Cumail ibne Ziade Nacai era governador de Hayit. Uma vez que ele deixou sua província no subterrâneo, o que deu aos guerrilheiros sírios para atacar e saquear o povo de Hiyat. Após este incidente Hiyat enviou uma carta a Ali pedindo permissão para se vingar da província síria de Kirkisiya. Kumayl deixou saber que Ali não tinha lhe dado permissão para invadir Kirkisiya através da carta 61.
- Carta 62, Quando Ali nomeou Maleque ibne Alharite o governador do Egito, ele deu-lhe esta carta para ser lida ao povo do Egito.
- Carta 63, Abedalá ibne Cais (também conhecido como Abu-Musa al-Asha'ari), era um homem com uma fé fraca, que foi atraído para a riqueza e desejos mundanos, mesmo à custa da religião. Quando Ali assumiu o califado, Abu Musa estava em Cufa. Quando ele descobriu que Talha, Zobair e Aixa estavam se preparando para a batalha de Baçorá, ele decidiu agir com sabedoria e ser amigável para ambas as partes, ele começou a dizer, "Ainda que Ali era o Califa legal dos muçulmanos, ainda não foi correto para ele lutar contra outros muçulmanos." Quando Ali descobri que através desta declaração que ele (Abu Musa) estava tentando persuadir as pessoas a não ajudá-lo (Ali), Ali respondeu com carta 63. "Eu não devo permitir que você se sente tranquilamente em casa com duas caras, uma para cada parte e vou expô-lo ao povo."
- Carta 64, A resposta a Moáuia I. Nela Ali acusa Moáuia I da revolta contra o Islã. "… Somos crentes e seguidores leais do Islã e você tem revoltado contra ele."
- Carta 65, Outra carta para Moáuia I. "Vai ser grande desgraça para os muçulmanos, tornou se governante despótico, depois de mim..."
- Carta 66, Uma carta contendo conselho dado a Abedalá ibne Abas. Mais tarde, Abedalá aceitou o conselho de Maomé, nenhum outro conselho tinha sido tão útil para ele.
- Carta 67, Uma carta ao governador de Meca, Cutam ibne Abas (o irmão de Abedalá ibne Abas).
- Carta 68, Ali escreveu esta carta para Salman, o Persa antes do início do califado de Ali.
- Carta 69, Uma carta para Alharite Hamadani.
- Carta 70, Uma carta ao seu governador de Medina, Suail ibne Hunaife. A carta foi escrita quando alguns medinitas tinha deixado Suail e passaram para Moáuia I. "Não sinto muito por aqueles que deixaram você... Eles se voltaram os rostos afastando de Alá... E furtivamente caminhando para o pecado e vicio..."
- Carta 71, Ali tinha confiado Munzir ibn Jarud Abdi para uma posição oficial de alta patente. Munzir uso mau sua posição, por isso Ali escreveu esta carta para ele. "Eu pensei que você fosse um filho digno de um pai digno... Se tudo o que é relatado para mim sobre você estiver correto, então o camelo é mais que você próprio ou até mesmo a tira do sapato é superior a você."
- Carta 72, A carta a Abedalá ibne Abas.
- Carta 73, Uma carta ao Moáuia I. "Cuidado que Satanás vos fez incorrigível, que o fez cego as coisas boas como mostra o Maomé e surdo aos seus ensinamentos."
- Carta 74, É um tratado (que Ali redigiu) entre os iemenitas e a tribo dos rebiaítas.
- Carta 75, Depois de todos os muçulmanos aceitaram Ali como o legítimo califa, ele escreveu esta carta para Moáuia I. Nela Ali diz a Moáuia I para pagar seu juramento de lealdade a ele.
- Carta 76, Esta carta contém as instruções dadas a Abedalá ibne Abas, quando foi nomeado como representante de Ali para Baçorá.
- Carta 77, Outra carta contendo instruções para Abedalá ibne Abas, quando ele foi enviado para os carijitas.
- Carta 78, A carta a Abedalá ibne Cais (também conhecido como Abu Muça Axari).
- Carta 79, Esta a última carta na coleção. É uma ordem emitida por Ali para os seus generais, quando ele assumiu o califado do império muçulmano: "Em verdade, os governantes anteriores chegaram a tristes extremos porque impedia as pessoas de obter os seus justos direitos. Eles se corromperam e podem ser comprados, quando eles foram tentados por pecados e vícios, pois eles estavam enganados e eles seguiram o exemplo perverso."

## Traduções do Nahjul al-Balaghah

### Português
- O Método da Eloquência. Tradu. SAnre El Hayek. Embaixada do Irã, 1998.

### Inglês
- Tradução para o inglês do Nahjul al-Balaghah Peak of Eloquence.pdf

- Nahjul al-Balaghah / Peak of Eloquence. 3 ed. Tradu. Sayed ‘Ali  Reza. Elmhurst: Tahrike Tarsile, 1984.

- Nahjul al-Balaghah. Ed. Muhyi al-Din ‘Abd al-Hamid com comentários de xeique Maomé Abdu. 3 vols. al-Qahirah: Matba‘at al-Istiqamah, n.d.

### Francês
- La voie de l’éloquence. Ed. Sayyid ‘Attia Abul Naga. Tradu. Samih ‘Atef El Zein et al. 2nd ed. Qum: Ansariyan, n.d

### Alemão
- Pfad der Eloquenz (in zwei Bänden). Tradu. Fatima Özoguz. Bremen: Eslamica, 2007.

### Polonês
- Nahdż al-Balagha. Tradu. Xeque Arkadiusz Miernik. Al-Mahdi Institute, 2012.

### Romeno
- Nahjul al-Balaghah / Calea vorbirii alese. Tradu. George Grigore. Cluj-Napoca: Kriterion, 2008.

### Russo
- Путь красноречия (Put' krasnorechiya). Tradu. Abdulkarim Taras Cherniyenko. Moscow: Восточная литература (Vostochnaya literatura),

2008.

### Espanhol
- La cumbre de la elocuencia. Tradu. Mohammed ‘Alí Anzaldúa-Morales. Elmhurst: Tahrike Tarsile, 1988.

### Urdu
- Urdu tradução escrita em língua hindi[9]

## Caminho do Nahjul al-Balaghah para Conhecimento da Sabedoria
Conhecimento da criação em geral, e deste mundo em particular, é enfatizada por Ali no Nahjul al-Balaghah como pré-requisito para fazer uso da liberdade na direção certa e com a finalidade desejada por Deus. O conhecimento, se usado corretamente, ajuda o homem em ganhar o favor de Deus e trocando suas ações com a vontade divina, como o Alcorão declara:
E entre os homens é aquele que vende a si mesmo para buscar os prazeres de Alá ... (Al-Baqarah: 207)
Aqueles que atingem esse estágio são poucos, e como tantos mufassirun apontam Ali como um dos poucos escolhidos que trocou si mesmo com a vontade divina, de acordo com a interpretação deste versículo do Alcorão. Quando a vontade humana se torna um com a vontade divina, o homem atinge o estágio mais elevado de liberdade agora não há nenhuma obrigação, e tudo o que o homem quer ou faz é em está conformidade com o que Deus quer e quer que o homem faz. Conhecimento bem encaminhado ajuda a atingir este estágio.
Depois de expressar seu ponto de vista sobre a liberdade humana, o Imam Ali começa a destacar o valor e a importância do conhecimento. Encontramos após o dito 78 sobre a liberdade, seus pontos de vista sobre o conhecimento e sabedoria no dito 79 ou dito 130, nós deparamos com seus pontos de vista sobre a importância da aquisição de conhecimentos e contemplando os sinais observáveis no mundo depois da sua descrição do mundo como o melhor lugar para fazer uso adequado da liberdade humana. Conhecimento é mantido por Ali para ser a luz da razão, um tesouro, a raiz de todo o bem, e o que emancipa o homem; é um poder (dito: 146) e de uma supremacia é proporcional à extensão de seu conhecimento e sabedoria (dito: 175).
De seus muitos ditos sobre o conhecimento que pode ser justamente inferir que o conhecimento é a própria liberdade, pois ela salva o homem da ignorância, que é a causa da escravidão do homem de falsas crenças, medo infundado da natureza e seus superiores. É ao mesmo tempo uma chave para alcançar e garantir a liberdade concedida para os seres humanos. O Alcorão é único entre as escrituras em incentivar os crentes a adquirir conhecimentos e para verificar os fundamentos da fé racional. Há 704 versículos do Alcorão, onde a palavra ' ilm ou suas derivações são usados. Livro, uma ajuda essencial de 'ilm ocorre no Alcorão 230 vezes, enquanto o número total de versos em que as palavras relacionadas com kitab e kataba ter ocorrido é 319. O próprio Alcorão é mencionado como kitab em 81 ocasiões em seu texto. Não é possível, neste breve artigo citando mesmo alguns dos versos relevantes do Alcorão e os ditos de Ali. No entanto, não seria fora do lugar salientar que o direito de adquirir conhecimento e liberdade de investigação constitui uma parte essencial das leis e dos princípios orientadores que regem os direitos humanos no Islã. Nesta matéria, não é feita qualquer distinção entre fontes islâmicas e não-islâmicas e muçulmanos e professores não-muçulmanos. Ali diz:
"Adquirir conhecimento e da verdade de quem você pode, porque até mesmo um apóstata pode tê-los, mas a menos que eles são passados ao longo de um muçulmano fiel e tornar-se parte da sabedoria e da verdade que ele possui, eles têm uma existência confusa na mente dos apóstatas." (Ditos: 79).
Outra dito de Ali uma elaboração do famosa tradição do profeta, segundo a qual o conhecimento é a propriedade perdida dos muçulmanos:
"Um ditado sábio é um artigo perdido e muito procurado do crente. Portanto, adquiri-lo, mesmo que seja para ser encontrado com os hipócritas." (Ditos: 80).
O direito de adquirir conhecimento sempre foi concedido aos não-muçulmanos também em estados muçulmanos. Um ponto importante feita por Ali é a forma como um infiel usa o conhecimento, que permanece em um estado de confusão em sua mente.
Ser plenamente consciente dos perigos do abuso do conhecimento, Ali afirma que Deus sempre nomear algum Imam como o guardião da revelação divina, e ele, abertamente ou oculto dos olhos do mundo, vai guiar os homens até o fim deste mundo. (Dito 146 dirigida a Kumayl)